# Alterthum & Zadek
Alterthum & Zadek war ein Berliner Architekturbüro des 19. und 20. Jahrhunderts. Die beiden Besitzer, Max Alterthum und Simon Zadek, hatten sich erfolgreich um Aufträge für das boomende Berlin bemüht. Zahlreiche aus ihrer Feder stammende und unter ihrer Bauleitung verwirklichte Projekte sind erhalten und stehen unter Denkmalschutz.

## Kurze Geschichte
Die Architekten Alterthum und Zadek traten sowohl einzeln als Baumeister auf oder auch mit anderen Partnern, ab 1888 meist als gemeinsame Firma Alterthum & Zadek OHG, dessen Sitz sich in der Potsdamer Straße 134b befand. Die im November 1908 gemeinsam mit dem Kaufmann Isidor Peglau gegründete Alterthum & Zadek GmbH, Atelier für Architektur und Bauausführung befand sich in der Stadt Charlottenburg in der Fasanenstraße 13. Um das Jahr 1910 hatten Alterthum und Zadek es zur Taubenstraße in Berlin-Mitte verlegt. Sie waren damit näher an ihren Projekten. In die Fasanenstraße zog zur gleichen Zeit der zuvor bei ihnen angestellt gewesene Baumeister Gustav Gebhardt und führte das Büro unter seinem Namen weiter.
Die beiden Architekten schieden 1912 bei der Alterthum & Zadek GmbH aus und der alleinige Geschäftsführer Isidor Peglau leitete 1913 die Liquidation der Firma ein. Die danach noch bestehende Firma Alterthum & Zadek wurde 1926 im Handelsregister gelöscht.
Der Architekt Simon Zadek darf nicht mit dem Berliner Baumeister S. Zadek (= Salo Zadek) verwechselt werden.

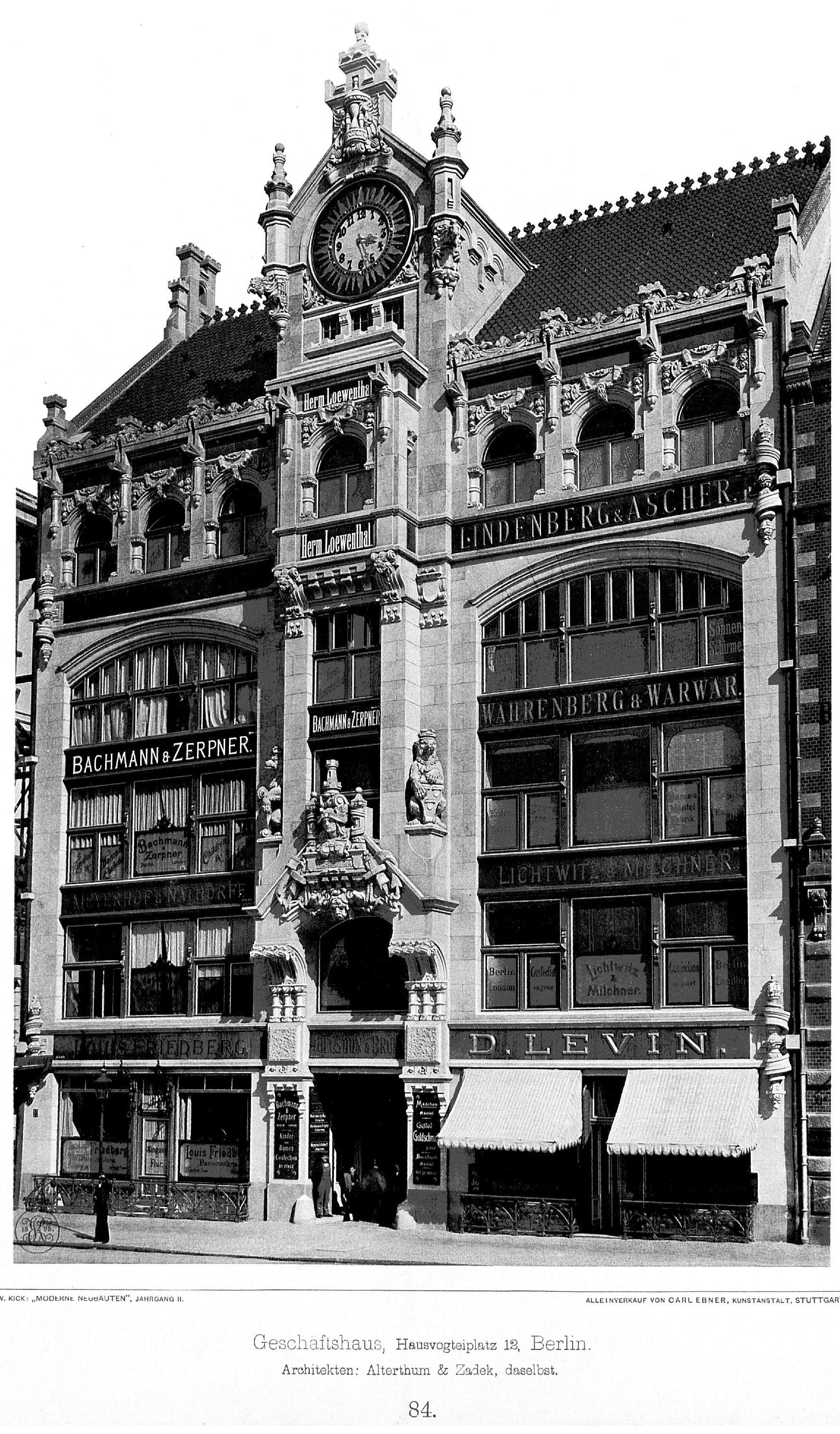
„Haus zur Berolina“, Hausvogteiplatz 12

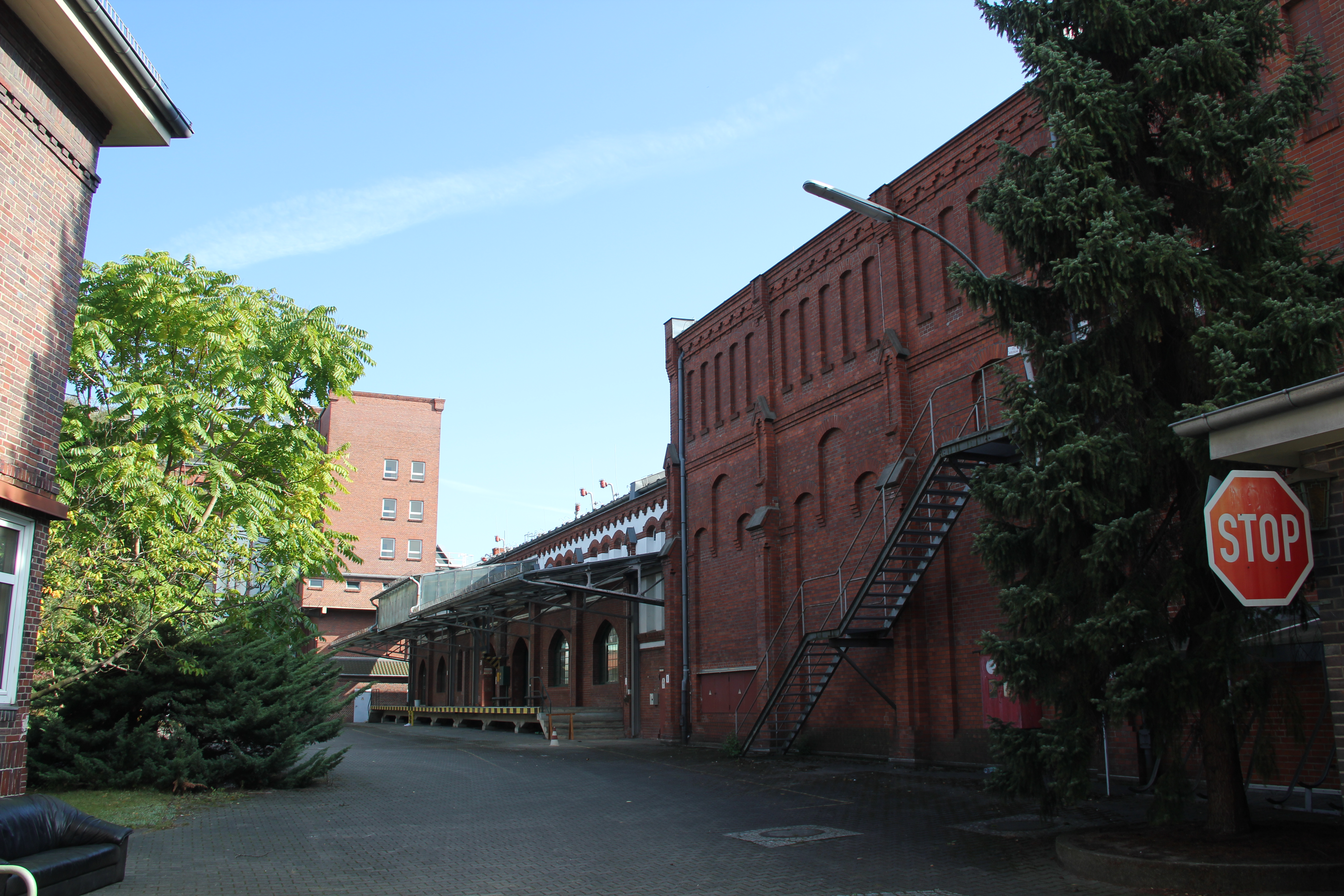
Werksanlage der Ostdeutschen Spritfabrik, Provinzstraße 40–44

## Bauten (Auswahl)
– chronologisch geordnet –
- 1877–1886: Bauten der Aktien-Brauerei-Gesellschaft Friedrichshöhe in Berlin-Friedrichshain, Landsberger Allee 54 (erhaltene Bauteile unter Denkmalschutz)[6]
- 1885–1906: verschiedene Bauten der Brauerei Königstadt AG in Berlin-Prenzlauer Berg, Saarbrücker Straße 18–24 / Schönhauser Allee 12 / Straßburger Straße (unter Denkmalschutz)[7]
- 1892–1893: Geschäftshaus Hausvogteiplatz 3–4 in Berlin, Friedrichswerder (Planung von Gebhardt und Hermann August Krause, Ausführung durch Baugeschäft Alterthum & Zadek)
Wegen seiner Lage und aufgrund des Fassadenschmucks heißt das vierstöckige Gebäude auch Haus am Bullenwinkel.[8] Das Gebäude wird im 21. Jahrhundert von der Republik Slowenien als Botschaft genutzt.
- 1895: Büro- und Geschäftshaus Haus zur Berolina mit anschließenden Gewerbehöfen in Berlin, Friedrichswerder, Hausvogteiplatz 12 und Jerusalemer Straße 12 (unter Denkmalschutz)[9][10]
- 1899–1900: Fabrikanlage für die Ostdeutsche Spritfabrik GmbH in (Berlin-)Reinickendorf, Provinzstraße 40–44a (unter Denkmalschutz)[11]
- vor 1909: Geschäftshaus Brüderstraße 6 in Berlin-Mitte (plastischer Fassadenschmuck von Bildhauer Georg Roch[12]) (am Ende des Zweiten Weltkriegs zerstört)